# Deathstroke
Deathstroke is een fictieve superschurk uit de strips van DC Comics. Hij is bedacht door Marv Wolfman en George Pérez. Hij is een huursoldaat en moordenaar die als eerste verscheen in The New Teen Titans (vol 1) #2. Later verscheen hij ook als Batman schurk. Wizard Magazine beoordeelde hem als de 24ste grootste schurk ooit. Hij komt ook voor in The Arrow. Hij komt daar voor als schurk, nadat hij met the Arrow op het eiland Lian Yu heeft gezeten 

## In andere media

### Films
- Deathstroke verschijnt in de post-credit scene van de film Justice League (2017). Deathstroke wordt hierin Mr. Wilson genoemd. Lex Luthor geeft Wilson in deze scene een opdracht. Wilson werd gespeeld door Joe Manganiello.
- Deathstroke verschijnt in de film Teen Titans GO! to the Movies (2018) als hoofdschurk. Echter wordt Deathstroke in de gehele film alleen maar Slade Wilson genoemd. Deathstroke werkt Damian Wayne tegen door zich te vermommen als filmproducent Jade Wilson. Hij maakt samen met Robin een film die ervoor zorgt dat iedereen die de film kijkt wordt gehypnotiseerd waaronder ook alle superhelden. Uiteindelijk wordt Slade gestopt door de Teen Titans. De stem van Slade werd ingesproken door Will Arnett.

### Televisieseries
- Deathstroke verschijnt in de live-action televisieserie Arrow. Deathstroke wordt gespeeld door Manu Bennett.

### Videospellen
- Deathstroke verschijnt in het videospel Batman: Arkham Origins waarbij hij een van de moordenaars is, ingehuurd door de Joker vermomd als Black Mask, die Batman te pakken moet zien te krijgen. Uiteindelijk wordt Deathstroke na een gevecht met Batman gearresteerd door de politie en naar de Blackgate gevangenis gebracht. In de post-credit scene van het spel verschijnt Amanda Waller en biedt hem aan zich aan te sluiten voor haar team de Suicide Squad. De stem van Deathstroke werd ingesproken door Mark Rolston.
- Ook verschijnt Deathstroke in het videospel Batman: Arkham Knight. Bij dit spel werd de stem van Deathstroke weer ingesproken door Mark Rolston.